# Ruin
För andra betydelser, se Ruin (olika betydelser).

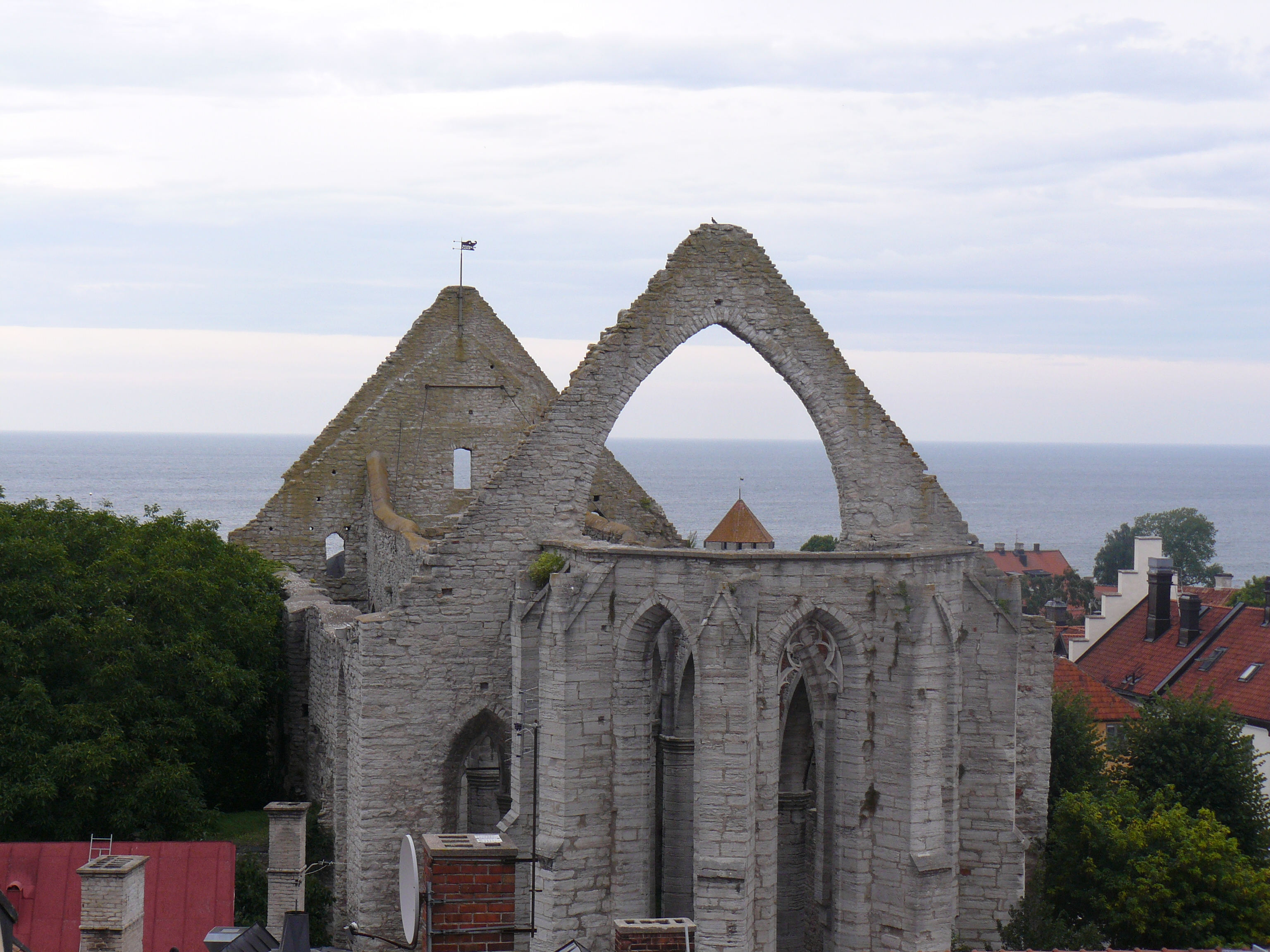
Sankta Katarina kyrkoruin, Visby.

En ruin är en lämning av en förfallen, övergiven byggnad eller annan anläggning. Byggnaden var ursprungligen intakt, men har av någon anledning förfallit helt eller delvis. De vanligaste orsakerna till att en byggnad blir en ruin är naturkatastrofer, krig eller avfolkning. 

Genom att byggnaden kanske från början skadats och sedan i brist på underhåll utsätts för väder och vind förfaller den sakta till en ruin. I vissa fall skadas eller förstörs byggnaden medvetet, till exempel genom att sten från en byggnad används till att bygga något annat.
Enligt kulturmiljölagen är "ruiner av borgar, slott, kloster, kyrkobyggnader och försvarsanläggningar samt av andra byggnader och byggnadsverk" att betrakta som fasta fornlämningar.

## Bildgalleri

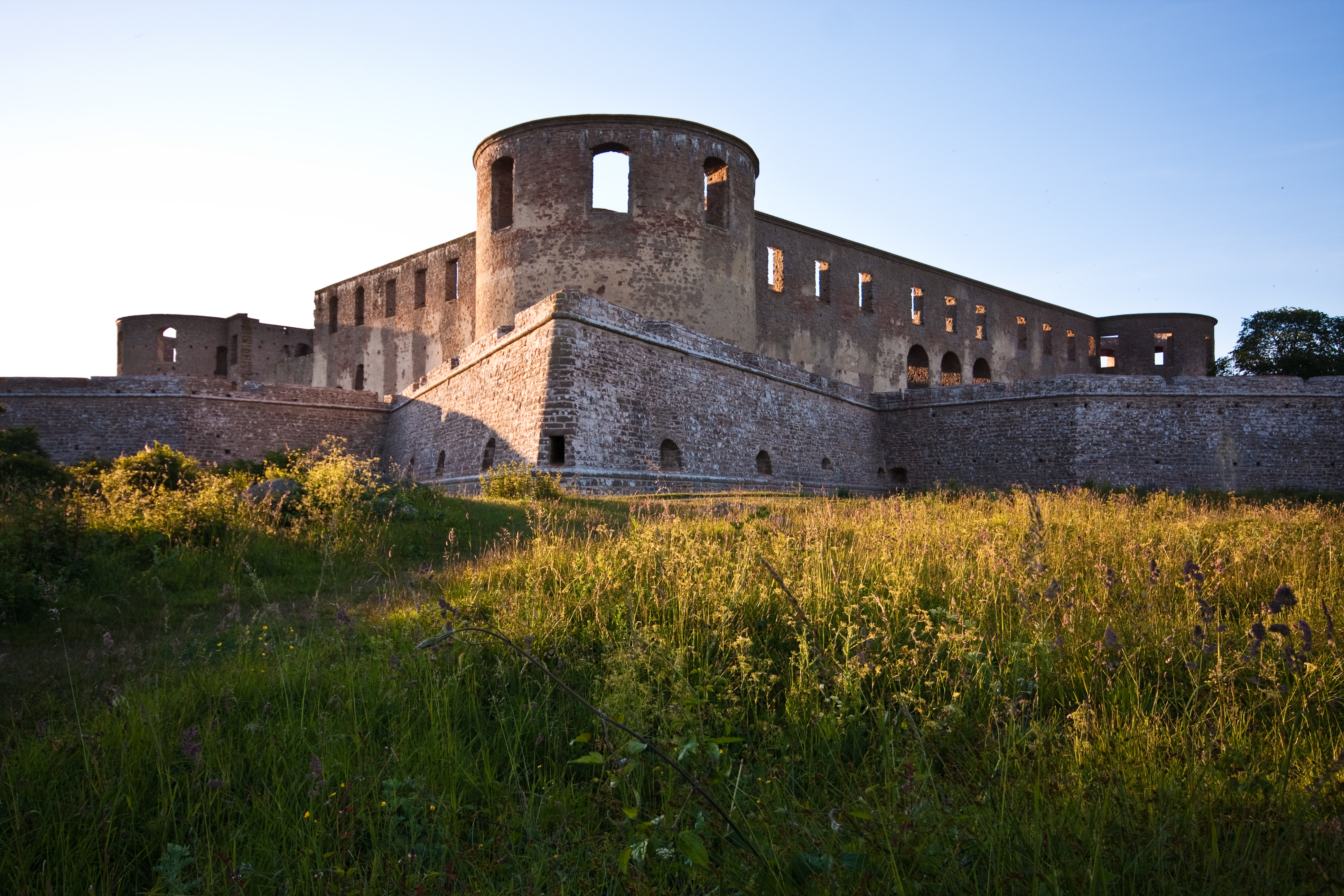
Borgholms slottsruin, Öland.
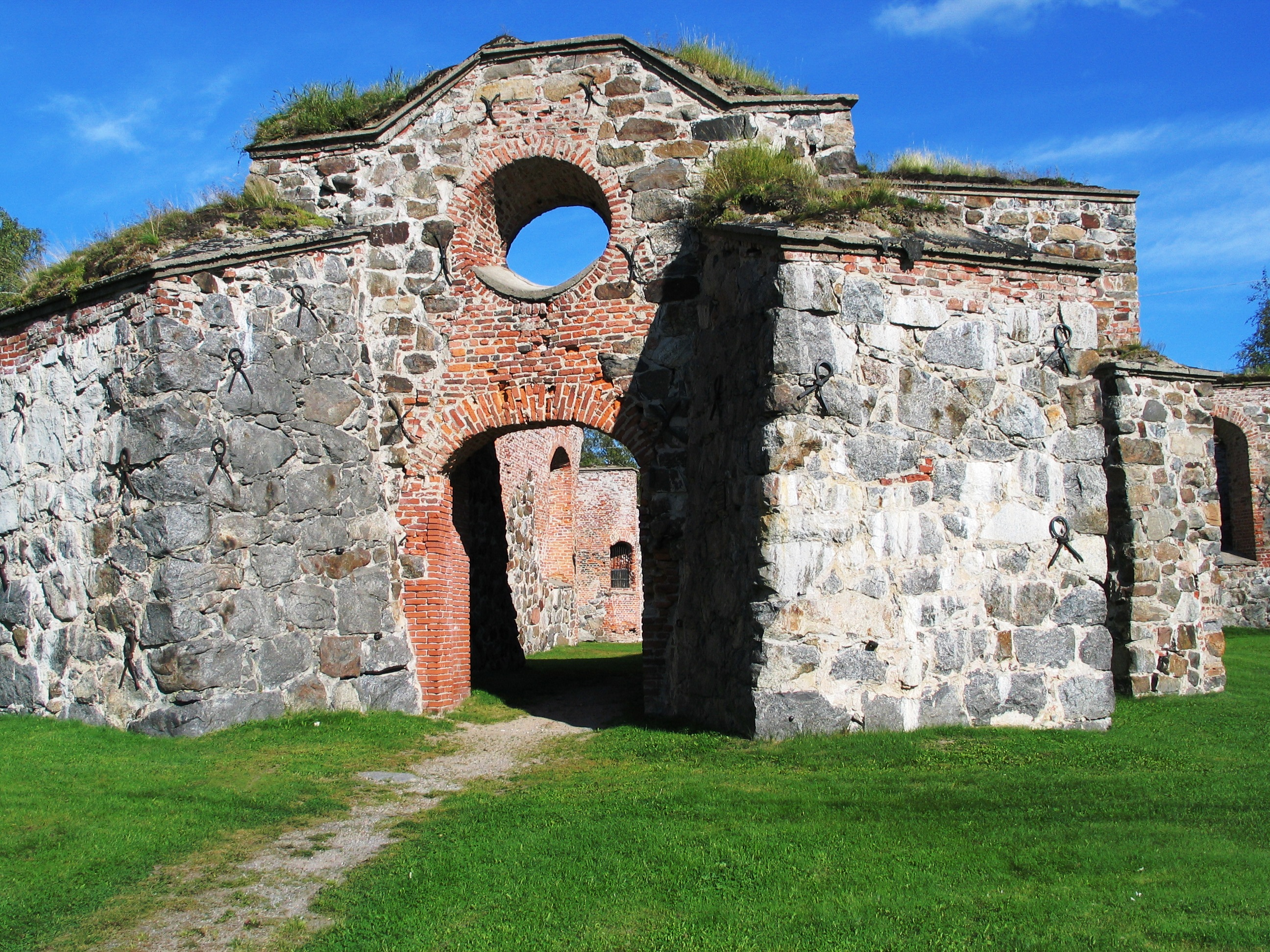
Gamla Vasa kyrkoruin i Vasa, Finland.
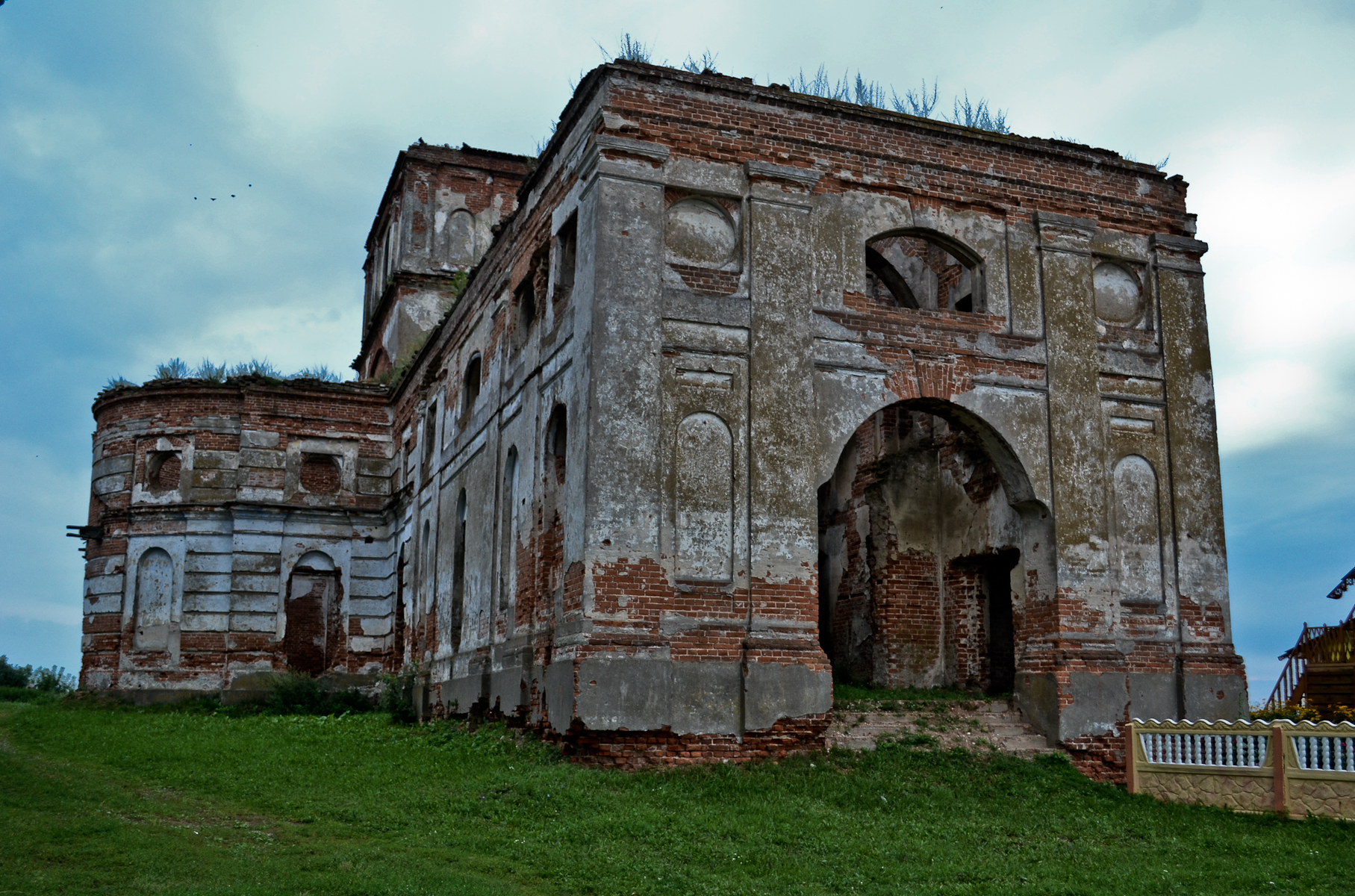
Sankt Nikolai kyrka i Lenino i Belarus.
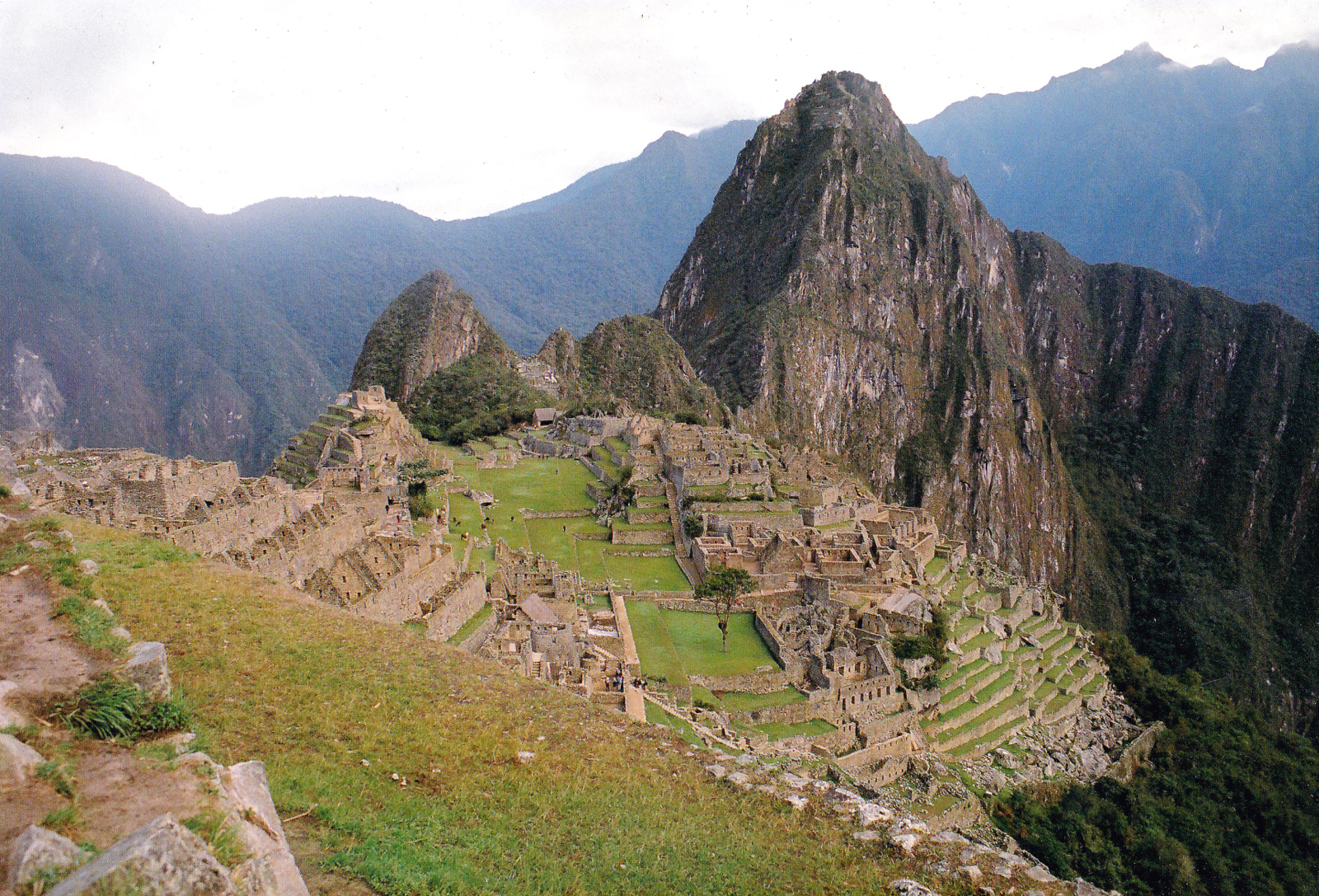
Ruinerna i Machu Picchu.
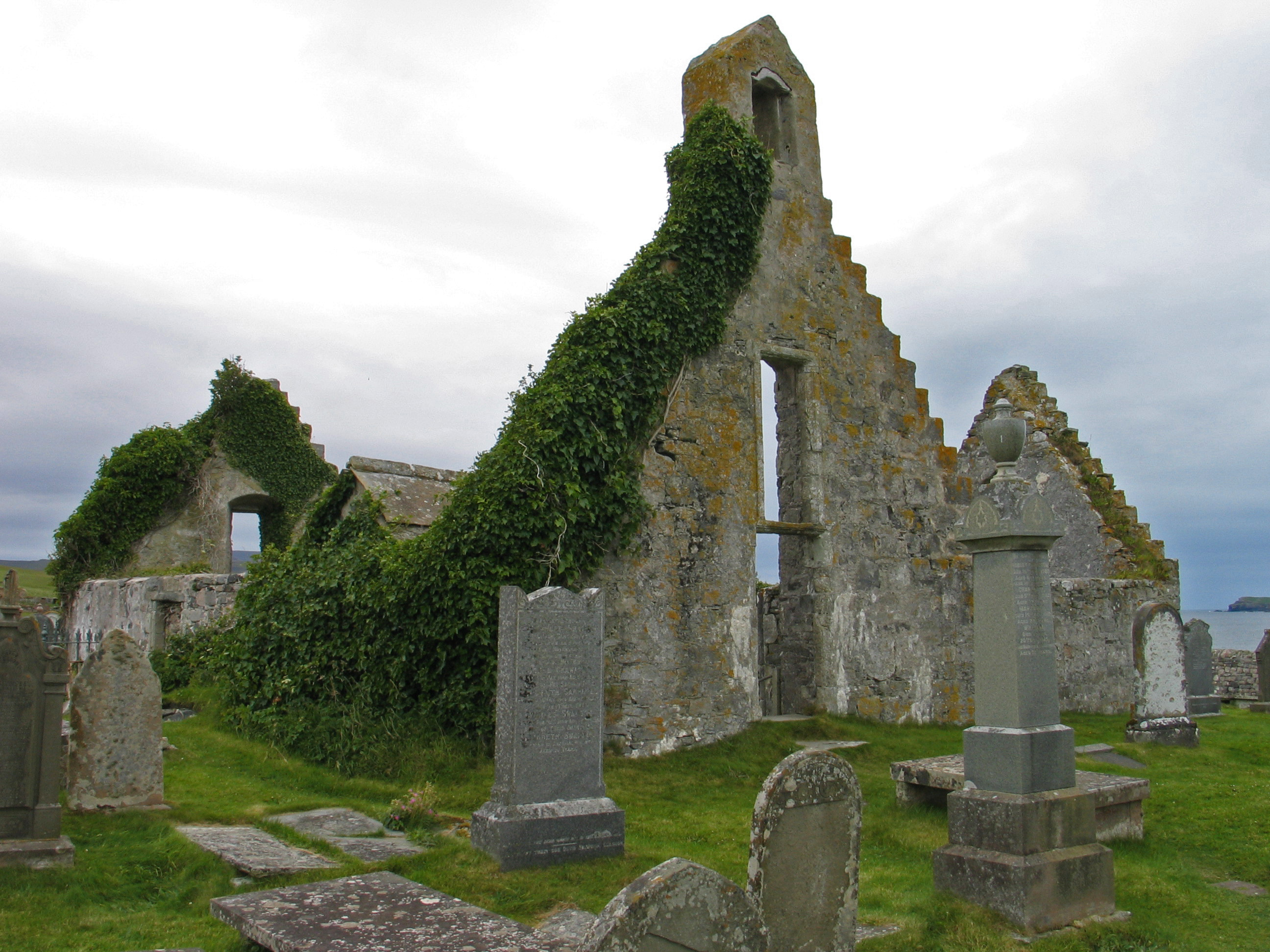
Ruin i Skottland.